# ایسوزو اسندر
ایسوزو اسندر (Isuzu Ascender) خودرویی است که در سال ‌های ۲۰۰۳ تا ۲۰۰۸در ایالت اکلاهوما سیتی کشور ایالات متحده آمریکا تولید شده‌است. طراحی آن موتور جلو، توزیع نیروی پیشران، خودرو چهار چرخ محرک بوده ‌است.